# Morskie Oko
Morskie Oko (doslovno Morsko oko ili Oko oceana; slk. Morské oko, mađ. Halas-tó, njem. Fischsee, Meerauge) je jezero u Poljskoj, Malopoljsko vojvodstvo. Najveće je i četvrto najdublje jezero u Tatrama. Nalazi se u Tatranskom nacionalnom parku, u dolini Rybijeg potoka.
Jezero okružuju vrhovi viši od 1000 metara nadmorske visine, među kojima je i Rysy (2499 m), najviši vrh u poljskim Tatrama. U prošlosti, Morskie Oko je bilo poznato pod nazivom „Rybi Staw” (hrv. Riblje jezero) zbog ribljeg bogatstva koje je netipično za ostala jezera u Tatrama. Ime "Morskie Oko" je izvedenica iz stare legende prema kojoj je jezero podzemnim prolazima bilo povezano s morem.
Morskie Oko je jedna od najpopularnijih turističkih destinacija u Tatrama.

## Vanjske poveznice
- Schronisko PTTK - Morskie Oko (na poljskom, engleskom i njemačkom)